# NetDevil
NetDevil était une entreprise américaine de développement de jeu en ligne massivement multijoueur, basée à Louisville dans le Colorado. Son propriétaire était Gazillion Entertainment.

## Ludographie
- 2001 : Jumpgate
- 2006 : Auto Assault
- 2007 : Warmonger: Operation Downtown Destruction
- 2010 : Lego Universe